# Решение (фильм, 1992)
«Решение» (хинди निश्चय, Nishchaiy) — индийский фильм, снятый на языке хинди и вышедший в прокат в Индии 17 июля 1992 года.

## Сюжет
Рави Ядав работает прислугой у Манохара Сингха его жены Ренуки. У Рави есть младший брат Рохан Ядав. Чтобы дать Рохану хорошее образование, Рави идёт на преступление и похищает Ренуку, требуя выкуп с её мужа. Однако Ренука становится ему другом и помогает получить образование и найти работу. Манохара Сингх подозревает Рави в любовной связи со своей женой и, чтобы наказать его, фабрикует против него дело об изнасиловании и убийстве молодой девушки Парвати. Рави сажают в тюрьму на 12 лет. Ренука обещает ему позаботиться о его брате Рохане. После освобождения Рави сообщают, что Ренука умерла, и он не знает, где находится его брат. Между тем Рохан растёт под другим именем в семье подруги Ренуки Яшоды и её мужа адвоката Сурьяканта Гуджрала. Получив образование, он становится известным адвокатом Васудевом Гуджралом. Он влюблён в дочь Манохара Сингха Паяль, не зная о роли её отца в своей судьбе. Поскольку Рави нуждается в деньгах для поисков своего брата, он соглашается выполнить наёмное убийство молодого адвоката, не зная, что его целью является его родной брат Рохан.

## В ролях
- Винод Кханна — Рави Ядав
- Салман Хан — Рохит Ядав / Васудев Гуджрал
- Каришма Капур — Паял, дочь Сингха
- Мошуми Чаттерджи — Ренука Сингх, мать Паял
- Судха Чандран — Джули
- Автар Гилл — Джозеф Лобо
- Раджив Верма — Манохар Сингх
- Рупа Гангули — Видья
- Саид Джаффри — Гуджрал, адвокат
- Рима Лагу — Яшода, жена Гуджрала

## Песни
Музыку к фильму написал О. П. Найяр.
| № | Оригинальное название            | Исполнители                    |
| - | -------------------------------- | ------------------------------ |
| 1 | «Chal Mere Ghode»                | Мохаммед Азиз                  |
| 2 | «Chhutti Kar Di Meri»            | Кавита Кришнамурти             |
| 3 | «Dekho Dekho Tum»                | Амит Кумар, Кавита Кришнамурти |
| 4 | «Kisi Haseen Yaar Ki Talash Hai» | Амит Кумар, Кавита Кришнамурти |
| 5 | «Nayee Surahi Taza Paani»        | Амит Кумар, Кавита Кришнамурти |
| 6 | «Sun Mere Sajna»                 | Амит Кумар, Кавита Кришнамурти |